# Bamble
Gmina Bamble (norw. Bamble kommune) – norweska gmina leżąca w regionie Telemark. Jej siedzibą jest miasto Langesund.
Bamble jest 279. norweską gminą pod względem powierzchni.

## Demografia
Według danych z roku 2005 gminę zamieszkuje 14 154 osób. Gęstość zaludnienia wynosi 47,15 os./km². Pod względem zaludnienia Bamble zajmuje 70. miejsce wśród norweskich gmin.
| ludność stan na 1 stycznia 2005 |         |           |        |
|                                 | kobiety | mężczyźni | razem  |
| osób                            | 7135    | 7019      | 14 154 |
| %                               | 50,41%  | 49,59%    | 100%   |

| wykształcenie stan na 1 października 2004 |            |         |        |          |
|                                           | podstawowe | średnie | wyższe | nieznane |
| osób                                      | 2470       | 6537    | 1958   | 194      |
| %                                         | 22,13%     | 58,58%  | 17,55% | 1,74%    |

## Edukacja
Według danych z 1 października 2004:
- liczba szkół podstawowych (norw. grunnskolar): 7
- liczba uczniów szkół podst.: 2053

## Władze gminy
Według danych na rok 2011 administratorem gminy (norw. rådmann) jest Tore Marthinsen, natomiast burmistrzem (norw. ordfører, d. borgermester) jest Jon Pieter Flølo.